# Julius Kornweitz
Julius Kornweitz, avstrijski arhitekt in politik, * 1911, † 1944.
Kornweitz je bil član ilegalnega vodstva Komunistične partije Avstrije, ki je sprva delovalo v Jugoslaviji, od septembra 1941 pa na Dunaju.
Aprila 1942 so ga aretirali in poslali v KZ Mauthausen, kjer je umrl.